# امتیستیوم
امتیستیوم (نروژی: Amethystium) نام یک پروژهٔ موسیقی است در سبک‌های امبینت/الکترونیکا/نئوکلاسیک دارک ویو که توسط اویستین رمفجورد ساخته شد.